# Johann Andreas Ziegler

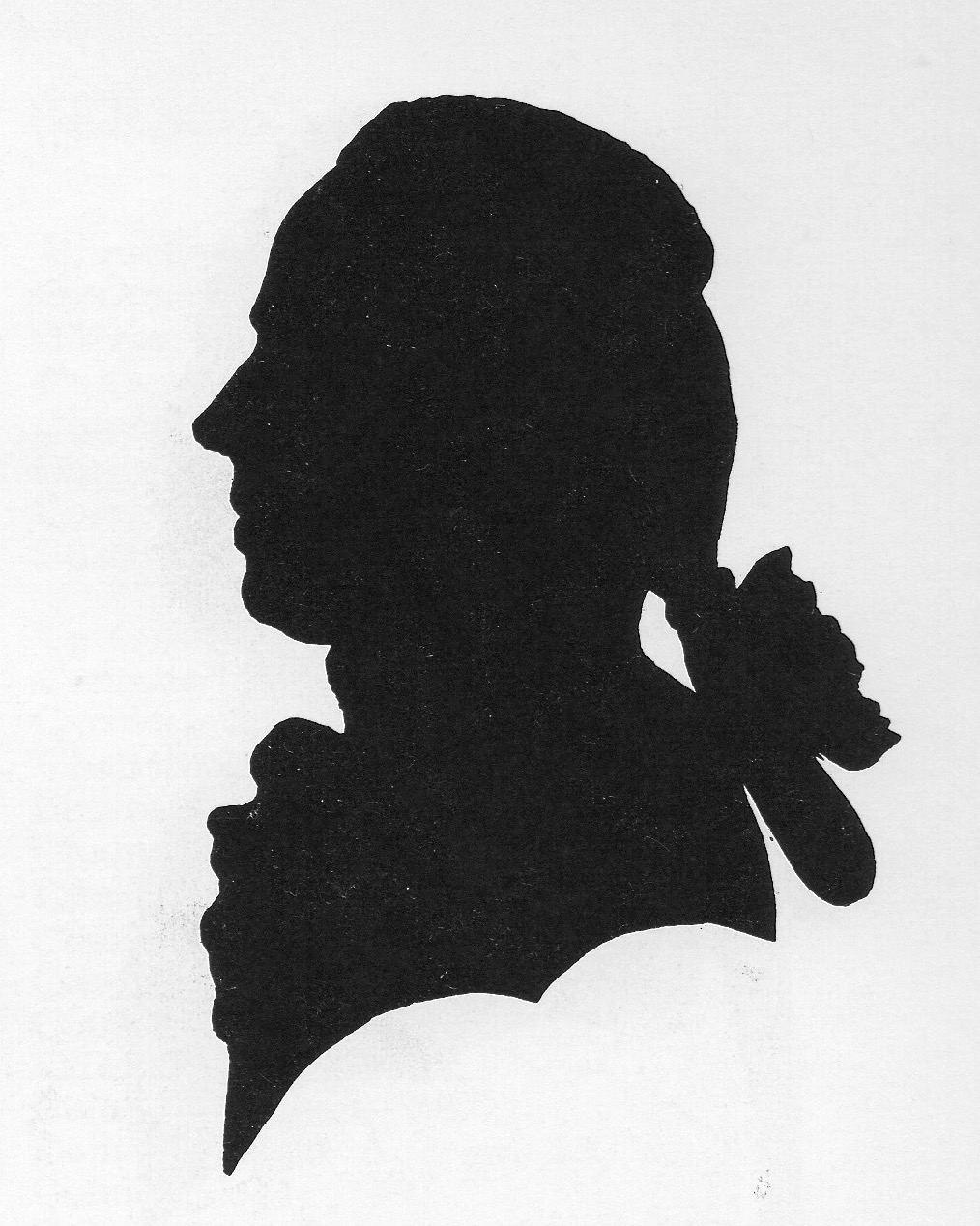
Schattenriss von Bernhard Albrecht Moll, 1783.

Johann Andreas Ziegler (* 11. Juli 1749 in Meiningen, Herzogtum Sachsen-Meiningen; † 18. März 1802 in Wien) war ein Maler (Vedutenzeichner) und Kupferstecher.

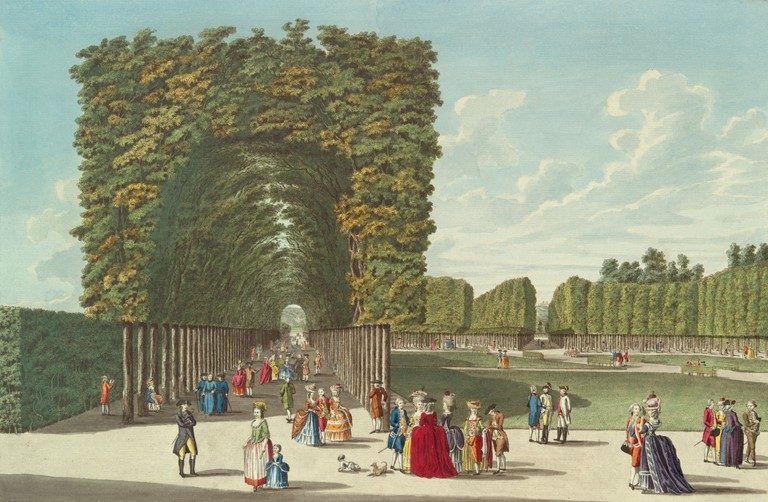
Ein Theil des Augartens, handkolorierter Kupferstich, 1783.

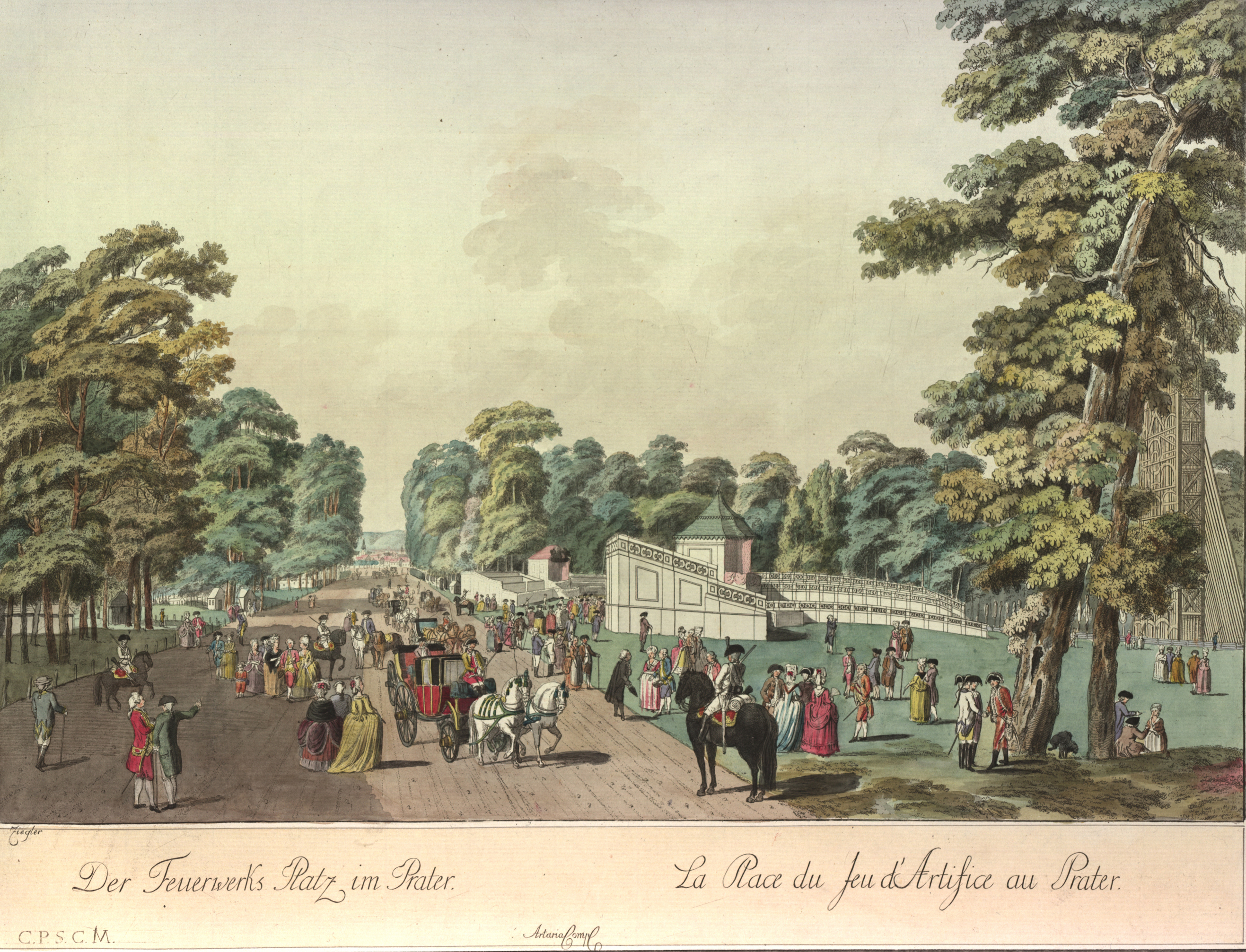
Der Feuerwerks-Platz im Prater, kolorierter Kupferstich, um 1783.

Ziegler war ein Sohn des Schuhmachermeisters Johann Wolfgang Ziegler und stammte aus bescheidenen Verhältnissen. Durch Franz Josef Graf Thun (1734–1800), dem er zunächst als Page diente, wurde ihm aufgrund von Verbindungen Thuns zu den Wiener Freimaurern ab dem Jahr 1769 ein Studium an der Akademie der bildenden Künste in Wien ermöglicht. Er reiste viel durch Österreich und malte vorwiegend Landschaftsbilder. Die Vedutenserie „Collection de 50 vues de la ville de Vienne“, die er unter der Federführung von Carl Schütz gemeinsam mit Laurenz Janscha von 1779 bis 1798 erstellte und die im Verlag Artaria herausgegeben wurde, machte ihn bekannt. Die Kupferstiche von Ziegler fanden eine große Verbreitung. Er verübte im Jahr 1802 Selbstmord. Die Umstände seines Todes im Wienfluss waren zunächst unklar und konnten erst durch den Heimatforscher Gustav Gugitz aufgeklärt werden.